# Elecciones parlamentarias de Marruecos de 2021
Las elecciones parlamentarias de Marruecos de 2021 se llevaron a cabo el 8 de septiembre de ese año. En dicha elección se renovaron los 395 escaños de la Cámara de Representantes.
Aziz Akhannouch fue nombrado Primer ministro de Marruecos por el rey Mohamed VI el 10 de septiembre de 2021.

## Antecedentes
En las elecciones de 2016, el Partido de la Justicia y el Desarrollo (PJD) liderado por el primer ministro Abdelilah Benkirán salió victorioso. Este último fue reelegido en su cargo por el rey, pero la oposición del resto de partidos hacia él provocó un punto muerto en las negociaciones, que permanecieron paralizadas durante casi seis meses. Su incapacidad para formar gobierno a partir de la nueva composición de la cámara lo llevó a dimitir en favor de Saadeddine Othmani, quien fue nombrado jefe de Gobierno por el rey el 17 de marzo de 2017. El partido conservador islámico formó entonces una amplia coalición que excluía a los liberales y monárquicos del Partido de la Autenticidad y la Modernidad (PAM) y la derecha nacionalista del Partido de la Independencia (Istiqlal), que ocuparon respectivamente el segundo y el tercer lugar en las elecciones. Despertando la desconfianza del rey, el PJD no logra obtener ministerios de importancia, que se fueron a manos de partidos monárquicos como la Agrupación Nacional de Independientes (RNI), que recibió la mayor parte del apoyo financiero del palacio para las elecciones de 2021.
La salud de Mohamed VI se deterioró a partir de 2018, el soberano se sometió a varias operaciones cardíacas por trastornos persistentes del ritmo cardíaco, antes de aparecer muy delgado durante sus discursos en 2021. Estos problemas de salud sacan a relucir el tema —tabú en el reino— de su sucesión, en el contexto de la mayoría de edad del príncipe heredero Hasán en mayo de 2021. Este último ha sido preparado durante varios años para las responsabilidades de jefe de Estado por Mohamed VI, quien lo involucra regularmente en eventos internacionales.

### Pandemia de COVID-19
La votación se organiza en el contexto de la pandemia de Covid-19, que está afectando severamente los flujos turísticos de los que depende parte de la economía del país. La pandemia, que hizo que se considerara por un tiempo el aplazamiento del proceso electoral, llevó a la organización de la campaña electoral bajo importantes restricciones sanitarias, entre ellas la prohibición de reuniones de más de veinticinco personas. Si la actuación del gobierno marroquí es aclamada como una de las más eficaces del mundo en los primeros meses de la pandemia, con la declaración de emergencia sanitaria y el establecimiento de un confinamiento de la población a partir del 20 de marzo de 2020, también es fuertemente criticado por ser utilizado como pretexto para una extensión de los poderes del gobierno en detrimento del parlamento, deshaciendo en gran medida los avances democráticos de la década anterior.
En abril de 2020, el gobierno presentó un proyecto de ley para combatir la desinformación en las redes sociales. El texto, que el gobierno intenta en vano ocultar antes de que su contenido finalmente se filtre en Internet, prevé en particular multas y fuertes penas de prisión por simplemente cuestionar la calidad de un producto o llamar al boicot Considerado 'liberticida' y percibido como un intento de pasar al amparo de la epidemia el Código Digital que el gobierno no logró aprobar en 2013, se considera que el proyecto probablemente sirva como represalia contra los críticos del poder. Fuertemente criticado, el ministro de Justicia Mohamed Benabdelkader, miembro de la Unión Socialista de Fuerzas Populares (USFP), fue repudiado por su líder Driss Lachgar de cara a las elecciones legislativas, mientras que el gobierno acabó suspendiendo su proyecto al mes siguiente.

### Relaciones con Argelia
Las elecciones de 2021 tienen lugar pocas semanas después de la ruptura de relaciones diplomáticas entre Argelia y Marruecos el 24 de agosto. Este último llega después de varios meses de escaladas diplomáticas entre los dos países, ya sujetos a fuertes antagonismos. La decisión de Argelia de retirar a sus embajadores sigue a varios incidentes diplomáticos, incluido el apoyo del Embajador de Marruecos ante la ONU, Omar Hilale, al Movimiento de Autodeterminación de Cabilia, el establecimiento el 11 de agosto de 2021 de relaciones diplomáticas entre Marruecos e Israel, así como la cuestión del Conflicto del Sáhara Occidental, devuelto a la agenda por la ruptura en noviembre de 2020 por parte del Frente Polisario del alto el fuego en vigor desde hace 29 años.
La ruptura de relaciones con su vecino supone un duro golpe para la economía marroquí, anunciando Argelia el cese del uso del gasoducto Magreb-Europa que pasa por Marruecos en favor del gasoducto Medgaz, que lo circunvala por el fondo del Mediterráneo. El gasoducto Magreb-Europa constituía entonces un importante eslabón de la economía marroquí, representando el gas argelino 17% de su producción de energía mientras contribuye al presupuesto nacional a través de impuestos vinculados a su tránsito.

## Sistema electoral

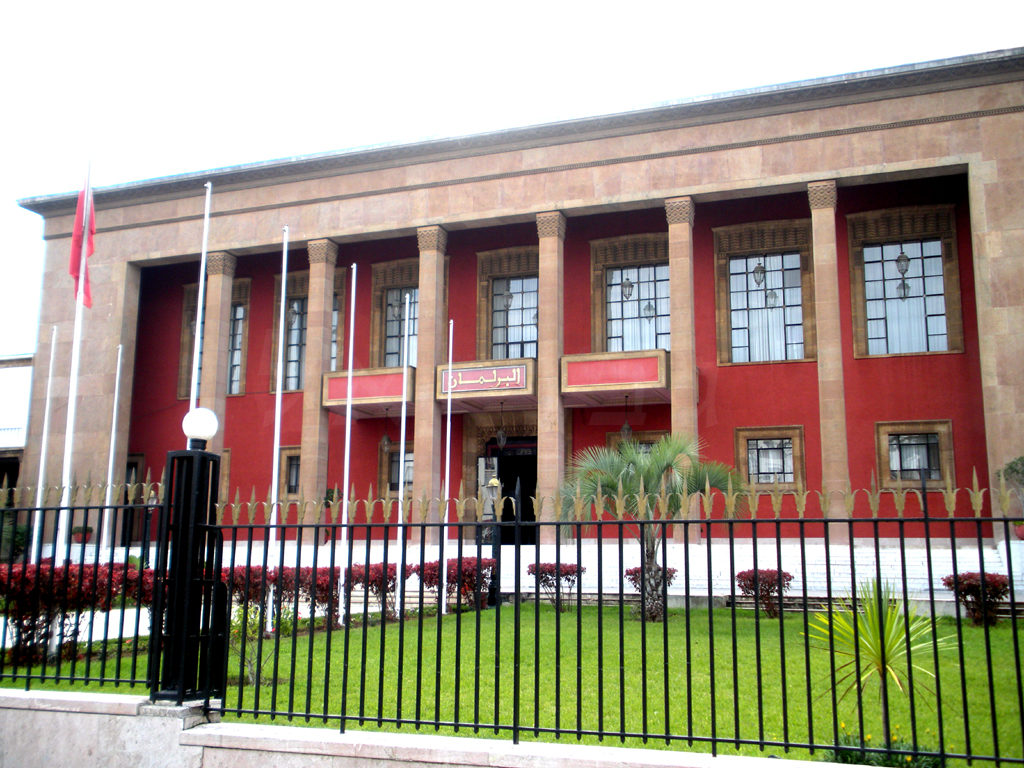
Fachada del parlamento en Rabat.

La Cámara de Representantes está integrada por 395 miembros elegidos por cinco años por votación proporcional plurinominal. De este total, quedan así 305 escaños a cubrir en 92 distritos electorales de 2 a 6 escaños según su población, a los que se suman 90 escaños a cubrir en 12 distritos electorales de 3 a 12 escaños correspondientes a las regiones. Las listas de candidatos a estas 90 plazas regionales deben estar integradas por al menos un tercio de mujeres, incluidos el primer y segundo lugar de la lista. Para todas las circunscripciones, las listas de candidatos son cerradas, sin fraccionamiento ni voto preferencial. Luego del escrutinio de los votos, la distribución se realiza únicamente en base al cuociente electoral, calculado a partir del total de electores inscritos en las listas electorales, y no a partir del de los votos emitidos, como ocurría antes de 2021. Las grandes ciudades como Casablanca, Fez, Rabat y Marrakech se dividen en varios distritos electorales, las demás ciudades ven coincidir sus fronteras administrativas con las electorales.
Tras un cambio en la ley electoral implementado por primera vez durante esta elección, los 90 escaños ya no se llenan en una sola circunscripción nacional, 60 de ellos reservados para mujeres y otros 30 reservados al menos cuarenta años. La distribución de escaños se realizaba anteriormente según la regla del mayor promedio a todas las listas que habían superado el umbral electoral. Este último tenía 6% en circunscripciones ordinarias y 3% para la lista nacional. Este cambio, que favorece a los pequeños partidos en detrimento de las grandes formaciones, se atribuye a una voluntad del poder de conducir a una mayor fragmentación del parlamento para debilitarlo en beneficio del palacio.

## Partidos principales
| Partido | Partido                                                                       | Líder              | Ideología                                      | Posición política |
| ------- | ----------------------------------------------------------------------------- | ------------------ | ---------------------------------------------- | ----------------- |
|         | Partido de la Justicia y el Desarrollo حزب العدالة والتنمية (PJD)             | Saadeddine Othmani | Islamismo Conservadurismo Realismo             | Derecha           |
|         | Partido de la Autenticidad y Modernidad حزب الأصالة والمعاصرة (PAM)           | Abdellatif Ouahbi  | Realismo Socioliberalismo Reformismo           | Centroizquierda   |
|         | Partido de la Independencia حزب الإستقلال (PI)                                | Nizar Baraka       | Nacionalismo Conservadurismo Realismo          | Centroderecha     |
|         | Agrupación Nacional de Independientes التجمع الوطني للاحرار (RNI)             | Aziz Akhannouch    | Liberalismo Reformismo Realismo                | Centroderecha     |
|         | Movimiento Popular الحركة الشعبية (MP)                                        | Mohand Laenser     | Berberismo Liberalismo Agrarismo Realismo      | Derecha           |
|         | Unión Socialista de Fuerzas Populares الاتحاد الاشتراكي للقوات الشعبية (USFP) | Driss Lachgar      | Socialdemocracia Nacionalismo Socioliberalismo | Izquierda         |

## Campaña
El calendario electoral se da a conocer el 10 de mayo de 2021. Por primera vez, las elecciones legislativas se organizan al mismo tiempo que las elecciones municipales y regionales tras una enmienda a la ley electoral. El Gobierno manifiesta su voluntad de luchar contra el abstencionismo, que ha llegado a casi 60% en elecciones anteriores. Sin embargo, una vez más se espera una fuerte abstención debido a la pérdida de confianza en las instituciones, la marginación del parlamento por parte de las autoridades del rey y que conduce a una falta de apuestas reales en las elecciones.
La campaña electoral, que comienza el 26 de agosto de 2021, está dominada por cuatro formaciones. El Partido de la Justicia y el Desarrollo (PJD) del Jefe de Gobierno Saadeddine Othmani espera renovar por tercera vez consecutiva su lugar como primero en las votaciones que le permitieron llegar al poder en 2011. Los islamistas moderados esperan en particular imponerse con la suficiente claridad como para hacerse con el control de los principales ministerios, de lo que siempre han carecido. Al PJD le sigue especialmente de cerca el Partido Autenticidad y Modernidad (PAM), liderado por Abdellatif Ouahbi y conocido por sus posiciones realistas en un país donde el apego público al soberano ya es muy marcado. En tercer lugar, el Partido de la Independencia (Istiqlal) liderado por Nizar Baraka, presenta un programa de desarrollo económico centrado en la reducción de las desigualdades, pero también en temas ambientales, particularmente en términos de gestión de recursos hídricos, biodiversidad y lucha contra la contaminación. La Agrupación Nacional de Independientes (RNI) del rico empresario y ministro de agricultura Aziz Akhannouch —también tiene fama de estar cerca del palacio—, presenta un programa centrado en inversiones por un importe total de 275 000 millones de dírhams, es decir, más de 25 mil millones de euros.

## Resultados
| Partido                   | Partido                                                  | Listas Regionales | Listas Regionales | Listas Regionales | Listas Locales | Listas Locales | Listas Locales | Total | +/-   |
| Partido                   | Partido                                                  | Votos             | %                 | Escaños           | Votos          | %              | Escaños        | Total | +/-   |
| ------------------------- | -------------------------------------------------------- | ----------------- | ----------------- | ----------------- | -------------- | -------------- | -------------- | ----- | ----- |
|                           | Agrupación Nacional de Independientes (RNI)              | 2,088,548         | 27.58             | 16                | 2,099,036      | 27.69          | 86             | 102   | +65   |
|                           | Partido de la Autenticidad y Modernidad (PAM)            | 1,385,230         | 18.30             | 12                | 1,400,122      | 18.47          | 75             | 87    | –15   |
|                           | Partido de la Independencia (Istiqlal)                   | 1,267,866         | 16.74             | 13                | 1,278,420      | 16.87          | 68             | 81    | +35   |
|                           | Unión Socialista de Fuerzas Populares (USFP)             | 590,215           | 7.80              | 11                | 598,293        | 7.89           | 23             | 34    | +14   |
|                           | Movimiento Popular (MP)                                  | 528,261           | 6.98              | 8                 | 534,292        | 7.05           | 20             | 28    | +1    |
|                           | Unión Constitucional (UC)                                | 423,067           | 5.59              | 5                 | 418,945        | 5.53           | 13             | 18    | –1    |
|                           | Partido del Progreso y el Socialismo (PPS)               | 389,802           | 5.15              | 10                | 378,603        | 5.00           | 12             | 22    | +10   |
|                           | Partido de la Justicia y el Desarrollo (PJD)             | 325,337           | 4.30              | 9                 | 322,758        | 4.26           | 4              | 13    | –112  |
|                           | Movimiento Democrático y Social (MDS)                    | 138,648           | 1.83              | 2                 | 126,399        | 1.67           | 3              | 5     | +2    |
|                           | Federación de la Izquierda Democrática (FGD)             | 83,554            | 1.10              | 1                 | 83,130         | 1.10           | 0              | 1     | –1    |
|                           | Partido Socialista Unificado (PSU)                       | 69,678            | 0.92              | 1                 | 60,313         | 0.80           | 0              | 1     | +1    |
|                           | Frente de Fuerzas Democráticas (FFD)                     | 64,317            | 0.85              | 2                 | 70,218         | 0.93           | 1              | 3     | +3    |
|                           | Nuevo Partido Democrático (PND)                          | 31,258            | 0.41              | 0                 | 32,295         | 0.43           | 0              | 0     | 0     |
|                           | Partido de Medio Ambiente y Desarrollo Sostenible (PEDD) | 23,813            | 0.31              | 0                 | 22,959         | 0.30           | 0              | 0     | 0     |
|                           | Partido del Centro Social (PCS)                          | 17,886            | 0.24              | 0                 | 11,968         | 0.16           | 0              | 0     | 0     |
|                           | Partido de la Esperanza (PdE)                            | 17,855            | 0.24              | 0                 | 17,262         | 0.23           | 0              | 0     | 0     |
|                           | Partido de la Equidad (PE)                               | 17,500            | 0.23              | 0                 | 16,358         | 0.22           | 0              | 0     | Nuevo |
|                           | Partido Liberal Marroquí (PML)                           | 17,116            | 0.23              | 0                 | 18,884         | 0.25           | 0              | 0     | Nuevo |
|                           | Partido Unidad y Democracia (PUD)                        | 16,969            | 0.22              | 0                 | 12,841         | 0.17           | 0              | 0     | –1    |
|                           | Partido Verde de Marruecos (PVM)                         | 12,733            | 0.17              | 0                 | 15,639         | 0.21           | 0              | 0     | Nuevo |
|                           | Partido de la Independencia Democrática (PID)            | 12,448            | 0.16              | 0                 | 8,328          | 0.11           | 0              | 0     | 0     |
|                           | Partido de la Libertad y la Justicia Social (PLJS)       | 10,299            | 0.14              | 0                 | 7,719          | 0.10           | 0              | 0     | 0     |
|                           | Partido Laborista (PT)                                   | 9,022             | 0.12              | 0                 | 6,373          | 0.08           | 0              | 0     | 0     |
|                           | Partido de la Reforma y el Desarrollo (PRD)              | 7,724             | 0.10              | 0                 | 9,891          | 0.13           | 0              | 0     | 0     |
|                           | Partido del Renacimiento (PR)                            | 6,679             | 0.09              | 0                 | 5,730          | 0.08           | 0              | 0     | 0     |
|                           | Partido de la Sociedad Democrática (PSD)                 | 5,883             | 0.08              | 0                 | 3,885          | 0.05           | 0              | 0     | 0     |
|                           | Partido del Renacimiento y la Virtud (PRV)               | 5,208             | 0.07              | 0                 | 8,181          | 0.11           | 0              | 0     | 0     |
|                           | Partido Nacional Democrático (PND)                       | 4,707             | 0.06              | 0                 | 1,682          | 0.02           | 0              | 0     | 0     |
|                           | Unión Marroquí para la Democracia (UMD)                  |                   |                   |                   | 7,983          | 0.11           | 0              | 0     | 0     |
|                           | Partido Acuerdo Democrático (PAD)                        |                   |                   |                   | 998            | 0.01           | 0              | 0     | Nuevo |
|                           |                                                          |                   |                   |                   |                |                |                |       |       |
| Votos válidos             | Votos válidos                                            | 7,588,505         | 86.37             |                   | 7,579,505      |                |                |       |       |
| Votos nulos               | Votos nulos                                              | 1,197,575         | 13.63             |                   |                |                |                |       |       |
| Total                     | Total                                                    | 8,786,080         | 100.00            | 90                |                | 100.00         | 305            | 395   | -     |
| Registrados/Participación | Registrados/Participación                                | 17,509,127        | 50.18             |                   | 17,509,127     |                |                |       |       |

## Análisis
La tasa de participación aumentó considerablemente, de 42,29% en 2016 a 50,35% en 2021 según resultados preliminares, la tasa más alta desde 2002. La elección representó una dura derrota para el Partido de la Justicia y el Desarrollo (PJD), que perdió más de 90% de sus escaños, a favor de sus rivales la Agrupación Nacional de Independientes (RNI) y el Partido de la Independencia (Istiqlal). Si se esperaba ampliamente un declive del PJD, el alcance de su derrota es una sorpresa en ausencia de encuestas de opinión. Además del desgaste del poder, el 'partido de la lámpara' lleva la peor parte de una reforma electoral desfavorable, una política que incluye la eliminación de subsidios para artículos de primera necesidad y una política de acercamiento a Israel, a lo que su electorado es particularmente hostil, aunque fue impuesto por el palacio. Tan pronto como se anuncien los resultados preliminares al día siguiente de las elecciones, la dirección del partido presenta su dimisión, incluido su secretario general Saadeddine Othmani. El fracaso de su partido lo siente directamente el jefe de Gobierno saliente, que no logra ser reelegido en su circunscripción de Rabat.
Primero, el RNI emergió como el gran ganador de las elecciones. Su líder, Aziz Akhannouch, se posiciona así para liderar el nuevo gobierno, siendo elegido el líder de este último de entre las filas del partido que salió victorioso. Al día siguiente de las elecciones se pronunció a favor de la constitución de una estrecha coalición con algunos de los partidos que salieron ganando, frente a la amplia y heterogénea coalición del gobierno saliente. Los resultados favorables a los partidos apoyados por el palacio fortalecen su control del aparato político y, de hecho, permiten al soberano continuar controlando los dominios soberanos y decidir sobre las principales orientaciones políticas del reino.

## Formación de gobierno
El 10 de septiembre, el rey recibe a Aziz Akhannouch en el palacio real y le encarga la formación de un gobierno, su nombramiento como jefe de Gobierno solo se hará efectivo una vez que se haya nombrado a todo el nuevo gobierno. Akhannouch anunció el 22 de septiembre la conclusión de un acuerdo de coalición que reúne a la Agrupación Nacional de Independientes (RNI), el Partido Autenticidad y Modernidad (PAM) y el Partido de la Independencia (Istiqlal). Este último regresa así al gobierno después de cinco años en la oposición, mientras que el PAM ingresa por primera vez en su historia, doce años después de su creación. El nuevo gobierno cuenta así con el apoyo de 270 de 395 representantes. Los grandes perdedores de las elecciones, el Partido de la Justicia y el Desarrollo (PJD) y la Unión Socialista de Fuerzas Populares (USFP) se encontraron en la oposición.
Mientras tanto, el 5 de octubre se organizan las elecciones a la Cámara de Concejeros. Reflejando las elecciones municipales y regionales, conducen como estas a la derrota del PJD a favor del RNI, el PAM y el PI. Los tres partidos obtuvieron la mayoría absoluta de los escaños, asegurando al gobierno de coalición de Aziz Akhannouch una mayoría en ambas cámaras del parlamento de Marruecos. El Gobierno de Akhannouch es designado por el Rey el 7 de octubre de 2021 durante una ceremonia de juramento. La apertura de la nueva sesión parlamentaria tiene lugar al día siguiente.